# Heinrich Bardong
Heinrich Bardong (* 28. Februar 1917 in Worms; † 29. April 2015) war  ein deutscher Geistlicher, Ehrendomkapitular im Bistum Mainz und Dekan des Dekanates Darmstadt.

## Leben
Nach dem Empfang des Sakraments der Priesterweihe 1940, Kriegsteilnahme und Rückkehr aus amerikanischer Gefangenschaft folgten Stationen als Kaplan von 1945 bis 1950 in Offenbach am Main St. Paul und von 1950 bis 1955 in Mainz-Neustadt Liebfrauen.
Anschließend leitete er drei Jahre das St-Josephshaus für Kinder und Jugendliche in Burg Klein-Zimmern. Von dort wechselte er zur Pfarrei St. Petrus Canisius in Mainz-Gonsenheim, die er von 1958 bis 1962 leitete.
Am 1. Juli 1962 wurde er Pfarrer von St. Ludwig in Darmstadt. Dort wirkte er bis zu seinem Ruhestand 1991. Von 1972 bis 1987 übte er das Amt eines Dekans des Dekanates Darmstadt aus. Bardong wurde 1977 von Kardinal Hermann Volk zum Ehrendomkapitular des Mainzer Domkapitels ernannt. Für sein jahrelanges Wirken in Darmstadt wurde er 1991 durch den Bundespräsidenten Richard von Weizsäcker mit dem Bundesverdienstkreuz am Bande ausgezeichnet.
Die Stadt Darmstadt ehrte Bardong 1977 mit der bronzenen Verdienstplakette für seine Verdienste. 1986 wurde er mit der silbernen Verdienstplakette ausgezeichnet, der höchsten Auszeichnung, die die Stadt Darmstadt vergibt. Im Jahr 1991 würdigte der Deutsche Caritasverband Bardong mit dem Caritas-Ehrenkreuz in Gold für seine 28 Jahre Tätigkeit als Vorsitzender des Caritasverbandes Darmstadt.